# Mimoochotyra ocularis
Mimoochotyra ocularis är en skalbaggsart som beskrevs av Maurice Pic 1937. Mimoochotyra ocularis ingår i släktet Mimoochotyra och familjen Rhagophthalmidae. Inga underarter finns listade i Catalogue of Life.